# Alemannia Eggenstein
Der FC Alemannia 05 Eggenstein, kurz Alemannia Eggenstein ist ein Sportverein aus Eggenstein nördlich von Karlsruhe. Der 1905 gegründete reine Fußballverein hatte seine sportlichen Höhepunkte in den 1970er Jahren. 1977 qualifizierte sich die erste Mannschaft mit dem Erreichen des Finales des Badischen Pokals für den DFB-Pokal 1977/78 und erreichte dort die zweite Hauptrunde. In dieser Zeit war der FC Alemannia auch in den höheren süddeutschen Amateurligen vertreten, 1974/75 sowie 1977/78 spielte man in der – seinerzeit drittklassigen – jeweils höchsten Spielstufe des Amateurlagers. Seit den 1980er Jahren spielt die Alemannia nur noch in den regionalen Ligen des Fußballkreises Karlsruhe.

## Geschichte

### Von der Gründung bis 1945
Der Fußball wurde ab Ende der 1880er Jahre im Deutschen Reich populär. Zu den frühen Hochburgen der neuen Sportart zählte die Stadt Karlsruhe. Auf den umliegenden Dörfern kam es allerdings erst Anfang des 20. Jahrhunderts zu ersten Vereinsgründungen. Die Gründung des FC Alemannia Eggenstein am 23. April 1905, dem Ostersonntag in diesem Jahr, gehörte zu den ersten in den Ortschaften um Karlsruhe. Sie wurde im Gartenhäuschen des Forstwarts in der Bahnhofstraße 23 von neun jungen Männern vollzogen, die den Vereinsnamen „FC Alemannia“ und als Vereinsfarben Schwarz-Blau wählten. Im September desselben Jahres fand das erste offizielle Fußballspiel gegen den FC Welschneureut, dem Vorläufer des FC Germania Neureut, statt. Nachdem im Sommer desselben Jahres ein ins Leben gerufener „Hardtverband“ mit Vereinen aus den Nachbargemeinden Welschneureut, Blankenloch und Linkenheim schon nach kurzer Zeit gescheitert war, schloss man sich 1907 dem Verband Süddeutscher Fußball-Vereine an, um an dessen Spielbetrieb teilzunehmen. Nach einer kurzzeitigen Abspaltung einiger Mitglieder als „FC Nordstern“ und deren Rückkehr einigte man sich auf Schwarz und Gelb als neue Vereinsfarben.
Als Spielstätte diente ab 1907 ein gepachteter Platz am „Kopfbuckel“, der allerdings häufig vom Hochwasser des Rheins überflutet wurde. Zwischenzeitlich spielten drei bis vier Mannschaften für die Farben der Alemannia, bis der Erste Weltkrieg den Spielbetrieb einschränkte. Sowohl vor, als auch während des Krieges, konnte sich die erste Mannschaft in den oberen Regionen der Kreisliga behaupten. 1919 erwarb die Alemannia ein eigenes Gelände am Hardtwald und im Jahr darauf wurden der neue Sportplatz samt Vereinsheim eingeweiht. Der Fußball erlebte im gesamten Deutschen Reich in den darauf folgenden Jahren einen großen Aufschwung. Den Eggensteiner Alemannen gelang bis 1922 der Aufstieg von der C- bis in die A-Klasse. So erlebte der noch junge Verein eine erste Blütezeit.
Als nach der Machtergreifung der Nationalsozialisten die Arbeitersportvereine aufgelöst wurden, beschloss der FC Alemannia am 24. März 1933 die Fusion mit den Eggensteiner Arbeitersportlern, die bis dahin im ASV heimisch gewesen waren. Sportlich brachte der Zusammenschluss nur wenig: Eggenstein spielte bis zum Ausbruch des Zweiten Weltkrieges keine bedeutende Rolle in der A-Klasse. Während des Krieges kamen die sportlichen Aktivitäten im Verein nahezu zum Erliegen.

### Nach dem Zweiten Weltkrieg
Schon wenige Monate nach dem Zweiten Weltkrieg wurden im Süden Deutschlands die Vereine neu gegründet und auch der organisierte Spielbetrieb wurde wieder aufgenommen. In Eggenstein fand bereits im August 1945 das erste Spiel gegen den Nachbarn VfB Knielingen statt, und im Spätherbst traten zwei Eggensteiner Mannschaften wieder zum Punktspielbetrieb an. Als neue höchste deutsche Spielklasse wurde die Oberliga Süd eingerichtet, darunter folgten die Landes- und Bezirksligen. Der FC Alemannia wurde schließlich in die vierthöchste Spielstufe, der A-Klasse eingeteilt. Die erste Mannschaft erreichte unter dem vom VfB Mühlburg gekommenen Spielertrainer Maag unangefochten mit 15 Siegen und nur einem Unentschieden die Meisterschaft und spielte anschließend in der Bezirksliga (ab 1947 „Bezirksklasse“). Mit der Neueinteilung der Spielklassen zur Saison 1949/50 wurde die Alemannia aufgrund ihrer guten Platzierungen in der Bezirksklasse in die „2. Amateurliga“, Staffel Mittelbaden, eingeteilt, die bis 1963 die vierthöchste Spielstufe im deutschen Ligensystem war.
Unter den Trainern Weindel (vom KFV gekommen), Kellermann und Karch konnte sich die Mannschaft bis Anfang der 1960er Jahre im Mittelfeld nicht nur in dieser Klasse halten, sondern spielte Mitte der 1950er eine durchaus bedeutende Rolle. Die Anlagen rund um das 1946 begonnene und im Jahr darauf fertiggestellte neue Vereinsheim am Hardtwald wuchsen stetig an. Mit Heinz Schmitt entwuchs in den 1950er Jahren der Jugend des Vereins ein Spieler, der später mit dem Karlsruher SC die Süddeutsche Meisterschaft feiern konnte. Zu Beginn der 1960er Jahre ließ die Spielstärke der Mannschaft nach und 1962 stiegen die Alemannen erstmals in die A-Klasse ab und wechselten fortan als Fahrstuhlmannschaft zwischen diesen beiden Spielstufen.

### Die Erfolge in den 1970ern
1970 konnte der Verein Manfred Eglin, einen ausgebildeten Sport- und Fußballlehrer, der als Torhüter beim Karlsruher FV und beim Oberligisten Stuttgarter Kickers aktiv gewesen war, für das Traineramt beim A-Ligisten FC Alemannia Eggenstein verpflichten. Es folgten die bis heute erfolgreichsten Jahre des Vereins. Einem dritten Platz 1970/71 folgte die Meisterschaft im Jahr darauf und damit die Rückkehr in die 2. Amateurliga. Neben der Verbesserung der Trainingsbedingungen zu dieser Zeit konnte 1972 auch der, inzwischen in Eggenstein als Lehrer tätige, ehemalige KSC-Stopper Jürgen Weidlandt dazu überredet werden, für den FC Alemannia noch einmal die Fußballschuhe zu schnüren. Die Mannschaft erreichte schon in der ersten Spielzeit die Vizemeisterschaft und peilte nun den Aufstieg in die höchste Amateurspielklasse an. Ein weiteres Jahr später, im Sommer 1974, konnte die Meisterschaft der 2. Amateurliga, Staffel Mittelbaden, und damit der Aufstieg gefeiert werden. Der FC Alemannia trat die Spielzeit mit der Stammbesetzung des Vorjahres, durch den Ex-Profi Theo Menkhaus verstärkt, an und konnte sich auf einem Mittelfeldplatz halten, am Ende der Runde belegte man Platz 11 von 16 Mannschaften. Da aber zwei dahinterliegende Mannschaften punktgleich waren und der 13. absteigen musste, wurden Entscheidungsspiele um den Abstieg angesetzt, in denen man sich gegen Feudenheim und Knielingen nicht durchsetzen konnte und trotz einer respektablen Saisonleistung nach nur einem Jahr wieder abstieg.
Da Eglin aus beruflichen Gründen – er war als hauptberuflicher Mitarbeiter des DSB-Ausschusses Leistungssport mit den Vorbereitungen für die Olympischen Spiele 1976 beschäftigt – für die Runde 1975/76 nicht zur Verfügung stand, wurde mit dem Neureuter Werner Roth, einem ehemaligen KSC-Spieler, ein neuer Trainer verpflichtet. Dessen Training wurde allerdings als überhart empfunden und führte nicht nur in der Mannschaft, sondern auch im Verein zu Spannungen. Im Januar verließ Roth die Alemannia wieder, die Mannschaft verpasste am Saisonende mit einem dritten Platz den Aufstieg. Nachdem zur Runde 1976/77 Manfred Eglin wieder die sportliche Leitung übernommen hatte, gelang dem FC Alemannia die Meisterschaft und nach Relegationsspielen gegen den FC Kirrlach der Wiederaufstieg in die nunmehr „Badenliga“ genannte höchste Amateurklasse. Gleichzeitig qualifizierten sich die Eggensteiner über den Gewinn des Karlsruher Kreispokals und das Erreichen des Finales um den Badischen Verbandspokal (das gegen den SV Sandhausen mit 5:1 verloren ging), erstmals für die Hauptrunde des DFB-Pokals, da Sandhausen bereits als Amateur-Vizemeister qualifiziert war.
Die Begegnung der ersten Hauptrunde gegen den Hamburger Amateurverein Horner TV ging in die Geschichte des DFB-Pokals ein. Die Mannschaft des FC Alemannia Eggenstein musste auf einem Hartplatz antreten, die Badener verloren die Partie mit 1:2. Den Protest, den die Eggensteiner schon vor Spielbeginn eingelegt hatten, führte nach dem Spiel über mehrere Instanzen bis zum Bundesgericht des DFB, wo dem Einspruch des Vereins schließlich stattgegeben wurde. Das Erstrundenspiel musste wiederholt werden, obwohl der Horner TV inzwischen in der zweiten Runde gegen den TSV 1860 München angetreten war. Das nun fällige Wiederholungsspiel in Hamburg, diesmal auf Rasenuntergrund, gewann der FC Alemannia mit 8:0 und zog damit in die zweite Hauptrunde ein. Bei den 60ern unterlag die Alemannia allerdings „standesgemäß“ mit 1:7.

### Abstieg in die unteren Amateurklassen
Das Erreichen der 2. Hauptrunde des DFB-Pokals stellt bis heute den sportlichen Höhepunkt in der Geschichte des FC Alemannia Eggenstein dar. In der zur Runde 1977/78 neu eingeführten drittklassigen „Badenliga“ als Übergangslösung für die 1978 startende Oberliga Baden-Württemberg konnte sich die Mannschaft im letzten Jahr unter Trainer Eglin gerade noch halten und somit den Verbleib in der Verbandsliga als höchster Klasse des Badischen Verbands sichern. Die finanziellen Mittel des Vereins reichten aber schon bald nicht mehr aus, um eine Mannschaft in den oberen Spielklassen zu unterhalten. Respektablen Saisonleistungen mit dem 6. Platz nach der Saison 1979/80 sowie einem 9. Rang 1980/81 folgte 1982 der Abstieg aus der Verbandsliga und damit der Abschied aus dem überregionalen Fußballgeschehen.
Seither pendelt der FC Alemannia zwischen Landes- und Kreisligen. Derzeit (Stand: Saison 2025/26) spielt die erste Mannschaft in der neuntklassigen Kreisklasse A Karlsruhe. 